# Yves Garric
Pour les articles homonymes, voir Garric.
Yves Garric, né le 7 juin 1948 à Colombiès (Aveyron), a mené une carrière de journaliste dans divers médias : presse écrite (Centre-Presse), radio (Radio-France) et télévision (France 3 Midi-Pyrénées). Il est également écrivain, auteur dramatique et réalisateur de films.

## Journaliste, écrivain et cinéaste
Yves Garric commence sa carrière de journaliste en 1970 à Centre-Presse avant d’intégrer Radio-France puis France 3 Midi-Pyrénées. Dès ses premiers reportages, il se pose en défenseur de l’agriculture paysanne, de l’agriculture bio, de l’environnement, du monde rural en général. 
Des choix que ne fera que renforcer sa rencontre, dans les  années 1980, avec le cinéaste Georges Rouquier (« Farrebique », « Biquefarre »). Il a avec lui des échanges que lui-même qualifie de décisifs tant ils influenceront aussi bien son travail de journaliste que son inspiration d’écrivain et d’auteur dramatique,. 
En 1987 il écrit sa toute première pièce : « Une ferme en T.R.O.P », créée sur une mise en scène de Bernard Cauhapé. Cette œuvre, qui marque un véritable tournant dans la manière d’aborder sur scène les problèmes aussi bien agricoles que de consommation, connaît un grand retentissement,. 
Plusieurs dizaines de pièces jouées dans l’ensemble de la francophonie constituent le répertoire d’Yves Garric. Il est aussi l’un des auteurs pour la jeunesse les plus joués dans les écoles. Son livre « Le trapoulaminet » La Librairie Théâtrale est devenu un classique.
Durant la dernière partie de sa carrière de journaliste, il est chroniqueur scientifique, spécialiste de l’espace. Son livre « Michel Lefebvre, marin de l’espace » lui a valu le Prix de l’Espace 2008.
En tant que réalisateur, il retrace en 2014 dans un long métrage intitulé « Gilbert Espinasse, agriculteur de conscience » le parcours d’un pionnier de l’agriculture biologique.
Yves Garric décrit son long parcours de journaliste et d’écrivain dans son autobiographie « Qu’est-ce qu’elle a ma voix ? » parue aux Éditions Fleurines. Il porte dans cet ouvrage un regard très critique sur les médias.

## Publications

### Documentaires, contes, nouvelles

#### Ouvrages documentaires
- Yves Garric, Par ça notre. Rencontres en Rouergue, Rodez, Française d'Arts Graphiques, 1981
- Yves Garric, L'Aveyron des cinq pierres, vol. 33 de Terres du Sud, Carbonne, Loubatières, 1987, 32 p. (ISBN 978-2-86266-061-5)
- Yves Garric, Les gorges du Tarn, vol. 31 de Terres du Sud, Carbonne, Loubatières, 1987, 32 p. (ISBN 978-2-86266-059-2)
- Yves Garric, Paroles de burons, Fil d'Ariane Éditeur, 2001 (ISBN 978-2-912470-23-2)
- Yves Garric (Prix Robert Aubinière 2008 de l'Institut Français d'Histoire de l'Espace), Michel Lefebvre, marin de l'espace : comment un capitaine au long cours devenu astronome a fait bouger l'océan, Carbonne, Loubatières Collection sciences, 2008, 307 p. (ISBN 978-2-86266-555-9)
- Yves Garric, Des paysans qui ont dit non, Carbonne, Loubatières, 2010, 270 p. (ISBN 978-2-86266-609-9)

#### Contes et des nouvelles
- Yves Garric, Paille Allumette Feu... : contes authentiques et réalités fictives pour les sauvages de l'Aveyron ou d'ailleurs..., Rodez, Française d'Art Graphique, 1983 (ASIN B004AF2EI2)
- Yves Garric, Les tigres de Cantagasse, Rodez, Éditions du Rouergue, 1985, 167 p. (ASIN B0014I328O)
- Yves Garric, Le Roi du Moulin d'Alric : nouvelles d'entre temps, Saint-Affrique, Fleurines, 2012, 208 p. (ISBN 978-2-912690-36-4)

### Autobiographie
- Yves Garric, Qu'est-ce qu'elle a ma voix ?, Saint-Affrique, Fleurines, 11 décembre 2015, 510 p. (ISBN 978-2-912690-58-6)

### Théâtre

#### Pièces de théâtre jeunes et adultes[10]
- Yves Garric, À Marijoulet les moutons ne passeront plus (lire en ligne)
- Yves Garric, CO2 Comédie (lire en ligne)[11]
- Yves Garric, Défi de filles (lire en ligne)
- Yves Garric, Hôtel de la Terrasse (lire en ligne)
- Yves Garric, Jimmy ne porte que du Grenadine à l'eau (lire en ligne)
- Yves Garric, La Palme du vin (lire en ligne)
- Yves Garric, La Vache de Monsieur Seguin (lire en ligne)
- Yves Garric, Le facteur est trois fois sonné (lire en ligne)
- Yves Garric, Pastorale des burons (lire en ligne)
- Yves Garric, Plus de chanson pour Edena Lover (lire en ligne)

- Yves Garric, Les Tigres de Cantagasse, Rodez, Éditions du Rouergue, 1985, 167 p. (ASIN B0014I328O, lire en ligne)
- Yves Garric, Le Quine de Viadène Perségol, 1988 (lire en ligne)

- Yves Garric, Cabridou and Communication, Bouffonneries-Contrastes, 1988 (lire en ligne)

- Yves Garric, Trial Fontaine, Bouffonneries-Contrastes, 1991 (lire en ligne)
- Yves Garric, L'Épicerie, 1994 (lire en ligne)

- Yves Garric, Les Résistants de Jean Petit qui danse, Ateliers du Tayrac, 1996, 96 p. (ISBN 978-2-906014-31-2, lire en ligne)
- Yves Garric, Lucienne, omnimal transgenicum, Fil d'Ariane, 1999, 125 p. (ISBN 978-2-912470-15-7, lire en ligne)
- [Mise en scène par Sophie Balazard] Sophie Balazard, Élisabeth Gentet-Ravasco, Éric Durnez, Anne Goscinny, Jean-Paul Alègre, François Fontaine et Yves Garric, Je suis ta mémoire, L'Agapante, 2005, 94 p. (ISBN 978-2-9521339-8-2)
- Yves Garric, Passantes de Saint-Jacques, Saint-Affrique, Fleurines, 2015, 54 p. (ISBN 978-2-912690-53-1)[12]
- Yves Garric, Une ferme en T.R.O.P, Saint-Affrique, Fleurines, 2017, 172 p. (ISBN 978-2-912690-73-9)

#### Théâtre et télévision
- Yves Garric, Le Coup des lapins (lire en ligne)[13]

#### Pièces de théâtre pour les enfants
- Yves Garric, Les Chercheurs de mots (lire en ligne)
- Yves Garric, Le Trapoulaminet : neuf pièces pour enfants et adolescents de sept à quinze ans ou plus !, Librairie Théâtrale, 2003, 174 p. (lire en ligne)[14]
- Yves Garric, Le marchand de sable et son apprenti, Les Ateliers du Teyrac, 2005, 17 p. (ISBN 978-2-906014-55-8, lire en ligne)
- Yves Garric, Un rendez-vous manqué, L'Agapante & Cie (lire en ligne)
- Yves Garric, Théâtre de nuages : sept pièces (et dépendances), Fil d'Ariane, 1997, 156 p. (lire en ligne), Le Petit Nuage qui pleuvait dans son lit; La fleur et le nuage[15]; Le nuage de lait; Bombagrêlon Ier, empereur des nuages carrés; La cage au nuage; Le Nuage et le Vent; Arlequinus
- Yves Garric, Un gibus, une brouette, un phonogramme (lire en ligne)
- Yves Garric, Le Gavocytron ou la Machine à apprendre (lire en ligne)
- Yves Garric, L'Argent de poche de la peur (lire en ligne)
- Yves Garric, Caprices de papillon (lire en ligne)[16]
- Yves Garric, Le Bousier, la Cigale, la Fourmi et Monsieur Fabre (lire en ligne), Hommage à l'éminent entomologiste aveyronnais Jean-Henri Fabre
- Yves Garric, Carlito (lire en ligne)
- Yves Garric, Les canards sauvages s'habillent chez Cookinas[17]
- Yves Garric, Les Pingouins et le Naufrage du Saloupiot-Cradingue (lire en ligne)
- Yves Garric, Les Semeurs de montagnes (lire en ligne)
- Yves Garric, Chamailleries de saisons (lire en ligne)

#### Monologues
Pour la scène, Yves Garric a également écrit de nombreux monologues entre-autres :
Yves Garric, Les Oiseaux à la campagne (lire en ligne)
Yves Garric, La Terre se réchauffe (lire en ligne)

## Filmographie
- ESTREMÒNI, réalisation Yves Garric, image Georges Berte, documentaire, durée 1 h 35 min, 2013 « Ce film d'histoire de l'art raconte le site et l'église romane de Saint-Austremoine en Aveyron. »[18],[19]
- Gilbert Espinasse, agriculteur de conscience, réalisation Yves Garric, coproduction Éditions Fleurines et yves Garric, image Georges Berte, documentaire sur l'agriculture bio, durée 1 h 35 min, 2014 « Portrait et histoire d'un pionnier du bio. » [8],[20]
- Dix par jour... dernières braises aveyronnaises de 14-18, réalisation Yves Garric, coproduction Éditions Fleurines et Yves Garric, image Georges Berte, documentaire sur les 15 000 morts aveyronnais de la guerre 14-18, durée 1 h 38 min, 2015 «Histoires de poilus aveyronnais morts au combat ou des suites de maladie et de blessures »[21],[22]
- Foncourrieu, la source, les enfants, les bourgeons et Notre-Dame, documentaire sur la chapelle de Foncourrieu (Aveyron), image Georges Berte, 2015.
- Deux mille et un moulins en Rouergue, réalisation Yves Garric, coproduction Éditions Fleurines et Yves Garric, image Georges Berte, durée 81 min, 2017 ASIN 2912690749[23]
- Il était une fois... Jean-Yves Bonnet, réalisation Yves Garric, coproduction Éditions Fleurines et Yves Garric, images Georges Berte, durée 75 min, 2019  (ISBN 9782912690845)[24]
- Jean Delmas, qui fait chanter les objets, réalisation Yves Garric, coproduction Éditions Fleurines et Yves Garric, images Jean-Baptiste Jabbour, durée 60 min, 2020